# Oospila imula
Oospila imula är en fjärilsart som beskrevs av Paul Dognin 1911. Oospila imula ingår i släktet Oospila och familjen mätare. Inga underarter finns listade i Catalogue of Life.